# Polymixis niviplaga
Polymixis niviplaga är en fjärilsart som beskrevs av Charles Boursin 1960. Polymixis niviplaga ingår i släktet Polymixis och familjen nattflyn. Inga underarter finns listade i Catalogue of Life.